# Piscine olympique Marx Dormoy
La piscine olympique Marx Dormoy est une piscine située à dans le quartier des Bois-Blancs à Lille.

## Présentation
La piscine comporte un bassin olympique de 50 × 21 m, ainsi qu'un bassin d'apprentissage de 25 × 12,5 m.

## Historique
Initialement prévue pour le mois de juillet 1972, l'inauguration de la piscine est reportée au 8 août 1972, car un hublot du restaurant subaquatique a été fissuré par de multiples impacts de balles.
À l'époque, le complexe comportait également un sauna, une salle de musculation, un restaurant subaquatique, un solarium, un plongeoir et une fosse de plongée sous-marine de 14 m.

### Origine du Nom
Elle porte le nom de Marx Dormoy (1888-1941), homme politique français, mort assassiné le 26 juillet 1941 à Montélimar (Drôme).